# Devil May Cry (seria)
Devil May Cry – seria gier komputerowych typu hack and slash, których akcja dzieje się współcześnie, produkowana przez Capcom i stworzona przez Shinji Mikami. Początkowo zamierzona jako sequel w serii Resident Evil, Devil May Cry jest nazywane źródłem podgatunku gier akcji nazwanego Extreme Action. Fabuła serii toczy się wokół celu głównego bohatera, Dantego, którym jest pomszczenie morderstwa matki przez eksterminację demonów. W międzyczasie spotyka swojego dawno zaginionego brata, z którym tworzy niestabilną znajomość. W dalszej części fabuły okazuje się, że władca demonów Mundus jest odpowiedzialny za utratę matki i skorumpowanie brata Dantego. Rozgrywka składa się z ciężkich scen walki, w których gracz musi wykonywać długie ataki unikając odnoszenia obrażeń. Ten element, czas i liczba zdobytych przedmiotów jest używana do wyliczenia wyniku gracza.
Seria osiągnęła sukces komercyjny – sprzedano kilka milionów egzemplarzy pierwszych trzech części. Sukces serii gier doprowadził do stworzenia komiksów, powieści, serii anime, przedmiotów kolekcjonerskich i różnych lalek prezentujących postacie.

## Powstanie serii
W 1998 po ukończeniu Resident Evil 2 rozpoczęto prace pod nadzorem Hideki Kamiya pod szyldem "Team Little Devil" nad grą na PlayStation 2 z serii Resident Evil. Wczesna praca badawczo-rozwojowa łączyła się z wyjazdem do Hiszpanii w celu sprawdzenia różnych zamków jako podstawy środowiska gry. Już we wczesnym stadium ustalono jednak, że ma się ono różnić od formuły Resident Evil i całego gatunku survival horrorów. Zamiast porzucić projekt zmieniono założenia i powstała gra Devil May Cry.
Chociaż seria znacznie różni się od początkowego zamysłu, jej pochodzenie jest wciąż widoczne. Od powracających postaci bossów przez groteskowych przeciwników i konieczność rozwiązywania szczegółowych zagadek, kończąc na ostrzeżeniu "This Game Contains Scenes Of Violence And Gore" w sekwencji otwierającej grę i ekranach końca gry "You Are Dead". Brutalne ruchy końcowe niektórych potworów również przypominają o pochodzeniu gry.

## Gry w serii
| Tytuł                              | Rok  | Platformy                                                                                              |
| ---------------------------------- | ---- | --- |
| Devil May Cry                      | 2001 | PlayStation 2, Nintendo Switch, (PlayStation 3, PlayStation 4, PC, Xbox 360, Xbox One – HD Collection) |
| Devil May Cry 2                    | 2003 | PlayStation 2, Nintendo Switch, (PlayStation 3, PlayStation 4, PC, Xbox 360, Xbox One – HD Collection) |
| Devil May Cry 3: Dante’s Awakening | 2005 | PlayStation 2, Nintendo Switch, (PlayStation 3, PlayStation 4, PC, Xbox 360, Xbox One – HD Collection) |
| Devil May Cry 4                    | 2008 | PlayStation 3, PC, Xbox 360, (PlayStation 4, Xbox One – Special Edition)                               |
| DmC: Devil May Cry                 | 2013 | PlayStation 3, PC, Xbox 360, (PlayStation 4, Xbox One – Definitive Edition)                            |
| Devil May Cry 5                    | 2019 | PlayStation 4, PC, Xbox One, (PlayStation 5, Xbox Series X/S – Special Edition)                        |

Źródło: Gry-Online

## Wspólne elementy rozgrywki
Rozgrywka opiera się głównie na szybkich i widowiskowych walkach. Otrzymanie wysokiego wyniku za styl wymaga długich ataków i unikania ciosów przeciwników. W późniejszych częściach system walki został lekko zmodyfikowany tak, aby gracze musieli używać różnych rodzajów ataków w celu osiągnięcia większej rangi. Ranga jest opisywana podczas walk za pomocą liter: D, C, B, A, S, SS lub SSS. Seria zawiera również niektóre elementy gier przygodowych (rozwiązywanie zagadek, eksplorację poziomów).
Umiejętność „Devil Trigger” umożliwia bohaterowi transformację w demona z dodatkowymi siłami, wybieranymi na podstawie trzymanej w tym czasie broni. Pozwala to na zwiększenie siły i szybkości bohatera, jednak negatywnym efektem jest wolniejsze odnawianie energii życiowej.
Dante jest głównym bohaterem serii, chociaż Devil May Cry 2 umożliwiał grę za pomocą dwóch innych postaci (Lucii lub Trish), edycja specjalna Devil May Cry 3: Dante’s Awakening kontrolowanie Vergila, natomiast w Devil May Cry 4 głównym bohaterem jest Nero.

### Innowacyjność serii
Każda z gier w serii dodawała nowe elementy do rozgrywki.
Devil May Cry wprowadził rangi i pomiar "stylu", zachęcając graczy do ciągłych ataków.
Devil May Cry 2 dodało możliwość tworzenia kombinacji ataków w powietrzu oraz natychmiastowej zmiany broni bez zaglądania do inwentarza.
Devil May Cry 3: Dante’s Awakening pozwoliło na wybór stylu rozgrywki, umożliwiając graczom wybór ulubionej techniki. Każdemu z czterech podstawowych stylów (Royal Guard, Swordmaster, Gunslinger oraz Trickster – trzeba wybrać jeden z nich przed misją) przypisano osobne punkty doświadczenia. Dodano przycisk natychmiastowej zmiany broni białej.
Devil May Cry 4 przyniosła innowację w postaci ramienia głównego bohatera, Nero – „Devil Bringer”, który pozwala graczom m.in. na przyciąganie przeciwników na odległość ostrza, czy też złapanie ich i roztrzaskanie o posadzkę. W pewnym momencie gry postacią grywalną staje się Dante, bohater poprzednich części – posiada 4 style (tak jak w DMC3 – Royal Guard – polega na blokowaniu i kontrach, Gunslinger – walka na dystans, Swordmaster – walka w zwarciu, oraz Trickster – dzięki nim postać może wykonywać różne sztuczki przydatne przy unikaniu ciosów, bądź osiągnięciu dogodniejszej pozycji do ataku), jednak można się przełączać pomiędzy nimi w dowolnej chwili. Z czasem Dante dostaje w posiadanie miecz swojego brata – Katanę Yamato, z którą zyskuje styl Darkslayer.
W Devil May Cry 5 pojawia się nowa postać zwana „V”. Bohater jest oczytanym intelektualistą o wysokich umiejętnościach bojowych, ma też możliwość korzystania z mocy demonów.

## Popularność serii
Z serii Devil May Cry sprzedano ponad pięć milionów kopii na całym świecie, z czego każda gra otrzymała tytuł platynowej. Devil May Cry jako określany jako twórca podgatunku gier akcji, nazwanego "Extreme Combat", w którym głównym założeniem jest walka potężnych herosów z hordami przeciwników w stylowy sposób. Gry z tej serii porównywane są w recenzjach z innymi trójwymiarowymi grami akcji (m.in. God of War, Chaos Legion i Blood Will Tell).
Na fali popularności serii na rynku pojawiły się figurki postaci z gier.

## Inne media
W Japonii w 2002 wydano dwie powieści Devil May Cry, napisane przez Shinya Goikedę i zilustrowane przez Shiro Miwę. Pierwsza, nazwana Devil May Cry Volume 1, została wydana w Japonii jednocześnie z pierwszą grą. Jej fabuła dotyczy przygód Dantego przed wydarzeniami z pierwszej gry. Druga powieść, Devil May Cry Volume 2, wydana została przy okazji wydania drugiej gry, a jej akcja dzieje się po wydarzeniach z pierwszej gry. Wydawca powieści Tokyopop wydał książki w Stanach Zjednoczonych – odpowiednio – w czerwcu i listopadzie 2006.
Zarówno w Japonii, jak i w Stanach Zjednoczonych wydano dwa tomy planowanej trzyczęściowej mangi Devil May Cry 3. Fabuła toczy się rok przed wydarzeniami z gry Devil May Cry 3 i opowiada o tym, jak postacie z gry stały się tym, kim są w grze.
W 2004 kanadyjski wydawca Dreamwave Productions wydał trzy numeru komiksu na podstawie pierwszej gry, lecz zbankrutował w 2005 i komiks nie został kontynuowany.
Seria anime nazwana Devil May Cry zadebiutowała na kanale Wowow w Japonii 12 czerwca 2007. Seria ukazała się w 12 odcinkach. Serial wyprodukowany został przez studio Madhouse, a jego reżyserem jest Shin Itagaki. Bingo Morihashi, jeden ze scenarzystów trzeciej i czwartej gry z serii, znalazł się wśród scenarzystów anime.

## W innych grach
- W grach Viewtiful Joe (innej serii Capcomu, również stworzonej przez Hideki Kamiya) Dante jest jedną z postaci, którą można kierować w wersji PS2 pierwszej Viewtiful Joe i PSP gry Viewtiful Joe: Red Hot Rumble. W tej drugiej występują też Vergil, Trish, Sparda, Marionette i Plasma.

- Dante miał wystąpić w grze Soul Calibur III[19].

- Dzięki umowie pomiędzy Capcomem i Atlusem, projektant postaci Megami Tensei, Kazuma Kaneko, wykonał projekty demonicznych form Dantego i Vergila do gry Devil May Cry 3: Dante’s Awakening. W zamian Atlus dołączył postać Dantego (z Devil May Cry 2) jako postać w rozszerzonym wydaniu gry Maniax (znanej w Ameryce Północnej jako Shin Megami Tensei III: Nocturne[20].

- Dante został dołączony jako postać na karcie w SNK vs. Capcom: Card Fighter DS oraz występuje gościnnie w Capcom Fighting Evolution pod koniec fabuły Jedaha Dohmy[21].